# 小友村 (岩手県上閉伊郡)
小友村（おともむら）は、1954年（昭和29年）まで岩手県上閉伊郡にあった村。現在の遠野市小友町にあたる。

## 沿革
- 1889年（明治22年）4月1日 - 町村制施行にともない、旧来の西閉伊郡小友村単独で村制施行。
- 1897年（明治30年）4月1日 - 郡の統合により西閉伊郡と南閉伊郡が合併して上閉伊郡が発足[1]。上閉伊郡小友村となる。
- 1954年（昭和29年）12月1日 - 遠野町・青笹村・綾織村・上郷村・附馬牛村・土淵村・松崎村と合併し、遠野市となる。

## 行政

### 歴代村長
| 代 | 氏名       | 就任                   | 退任                       | 備考 |
| -- | ---------- | ---------------------- | -------------------------- | ---- |
| 1  | 赤沢吉孝   | 1889年（明治22年）4月  | 1897年（明治30年）4月      |      |
| 2  | 中市経斉   | 1897年（明治30年）4月  | 1898年（明治31年）11月     |      |
| 3  | 藤沢直蔵   | 1899年（明治32年）1月  | 1900年（明治33年）12月     |      |
| 4  | 松本丑吉   | 1901年（明治34年）1月  | 1901年（明治34年）10月     |      |
| 5  | 四戸謹治   | 1901年（明治34年）10月 | 1905年（明治38年）4月      |      |
| 6  | 昆章次郎   | 1905年（明治38年）5月  | 1914年（大正3年）6月       |      |
| 7  | 岩間嶢     | 1914年（大正3年）10月  | 1916年（大正5年）1月       |      |
| 8  | 奥友信     | 1916年（大正5年）4月   | 1930年（昭和5年）11月      |      |
| 9  | 及川金十郎 | 1931年（昭和6年）1月   | 1939年（昭和14年）9月      |      |
| 10 | 宮川盛嗣   | 1939年（昭和14年）10月 | 1942年（昭和17年）8月      |      |
| 11 | 千田大作   | 1942年（昭和17年）9月  | 1946年（昭和21年）         |      |
| 12 | 木村眠造   | 1947年（昭和22年）4月  | 1951年（昭和26年）4月      |      |
| 13 | 佐藤悦三   | 1951年（昭和26年）4月  | 1954年（昭和29年）11月30日 |      |